# Ковалевська Раїса Олексіївна
Раїса Олексіївна Ковалевська (нар. 4 грудня 1937, село Білоярівка, тепер Амвросіївського району Донецької області) — українська радянська діячка, машиніст обертових печей Амвросіївського цементного комбінату Донецької області. Депутат Верховної Ради СРСР 8—9-го скликань.

## Біографія
Закінчила середню школу. Освіта середня спеціальна. У 1958 році закінчила Амвросіївський індустріальний технікум Сталінської області.
У 1956—1968 роках — шламівниця, виконувач обов'язків майстра, помічник машиніста обертових печей другого виробництва Амвросіївського цементного комбінату смт. Новоамвросіївське Сталінської (Донецької) області.
З 1968 року — машиніст обертових печей цеху випалу № 1 Амвросіївського цементного комбінату Донецької області. Ударник комуністичної праці.
Потім — на пенсії в місті Амвросіївці Донецької області.

## Нагороди
- орден Леніна
- орден «Знак Пошани» (1961)
- медаль «За доблесну працю. В ознаменування 100-річчя з дня народження Володимира Ілліча Леніна» (1970)
- медалі